# Великденски остров
Великденският остров (на испански: Isla de Pascua; на рапа нуи: Rapa Nui; на нидерландски: Paasch-Eyland; наричан още Рапа Нуи и Пасха) е островно владение на Чили в южната част на Тихия океан. Островът се намира на 3514 километра западно от Чили и 2075 километра източно от островите Питкерн, което съвместно с архипелага Тристан да Куня го прави най-изолираното населено място в света. Създаден е от три вулкана: Поике, Рано Кау и Теревака. Заедно с необитаемия остров Сала и Гомес образува провинция Исла де Паскуа в състава на област Валпараисо. Местното название на острова е Рапа Нуи. Площта му е 163,6 км², а населението 5806 души. Островът е открит от холандския пътешественик Якоб Рогевен в навечерието на Великден, 1722 г.
Столица на острова и негов единствен град е Ханга Роа.
Рапа Нуи е известен благодарение на моаи, или каменните статуи от пресована вулканична пепел, в които според поверията на местните жители е заключена свръхестествена сила на предците на първия крал на острова – Хоту Мату’а. През 1888 г. е анексиран от Чили. През 1995 г. става част от списъка на световното наследство на ЮНЕСКО.

## География
Великденският остров е един от най-изолираните и в същото време населени острови на света. Най-близкото населено място са чилийските острови Хуан Фернандес, намиращи се 1850 km на изток и дом на около 900 души. Най-близката континентална част е централно Чили близо до Консепсион на 3512 km. Единственият по-изолиран населяван остров в света е Тристан да Куня в южната част на Атлантическия океан.
Островът е с дължина около 24,6 km и максимална ширина 12,3 km. Формата му е триъгълна. Има площ от 163,6 km2, а максималната му височина е 507 m над морското равнище. Има три кратерни езера с прясна вода, но не и постоянни реки или потоци.

### Геология
Великденският остров е вулканичен остров, съставен главно от три угаснали и сраснали вулкана: Теревака (507 m) образува най-голямата част от острова, докато Поике и Рано Кау образуват източните и южните издадености и придава на острова триъгълната му форма. В миналото Поике е бил отделен остров, когато вулканичен материал от Теревака ги обединява. На острова преобладават базалтовите потоци, които са богати на желязо и показват сходност с магмените скали на Галапагоските острови. Намирайки се на 350 km източно от Източнотихоокеанското възвишение, Великденският остров лежи върху плочата Наска.

### Климат
На острова преобладава екваториалният климат, граничещ с влажен субтропичен климат. Най-ниските температури се наблюдават през юли и август, а най-високите – през февруари. Зимите са относително меки. Най-дъждовният месец е май, макар на острова да вали целогодишно. Изолираното местоположение на острова го излага на ветрове, които спомагат с поддържането на температурата относително хладна. Тъй като попада извън вътрешнотропическата зона на конвергенция, циклони и урагани не се образуват около Великденския остров.
| Климатични данни за Великденски остров     | Климатични данни за Великденски остров | Климатични данни за Великденски остров | Климатични данни за Великденски остров | Климатични данни за Великденски остров | Климатични данни за Великденски остров | Климатични данни за Великденски остров | Климатични данни за Великденски остров | Климатични данни за Великденски остров | Климатични данни за Великденски остров | Климатични данни за Великденски остров | Климатични данни за Великденски остров | Климатични данни за Великденски остров | Климатични данни за Великденски остров |
| Месеци                                     | яну.                                   | фев.                                   | март                                   | апр.                                   | май                                    | юни                                    | юли                                    | авг.                                   | сеп.                                   | окт.                                   | ное.                                   | дек.                                   | Годишно                                |
| Абсолютни максимални температури (°C)      | 32,0                                   | 31,0                                   | 32,0                                   | 31,0                                   | 30,0                                   | 29,0                                   | 31,0                                   | 28,3                                   | 30,0                                   | 29,0                                   | 33,0                                   | 34,0                                   | 34,0                                   |
| Средни максимални температури (°C)         | 26,9                                   | 27,4                                   | 26,8                                   | 25,3                                   | 23,3                                   | 21,9                                   | 21,0                                   | 21,0                                   | 21,5                                   | 22,4                                   | 23,8                                   | 25,4                                   | 23,9                                   |
| Средни температури (°C)                    | 23,3                                   | 23,7                                   | 23,1                                   | 21,9                                   | 20,1                                   | 18,9                                   | 18,0                                   | 17,9                                   | 18,3                                   | 19,0                                   | 20,4                                   | 21,8                                   | 20,5                                   |
| Средни минимални температури (°C)          | 20,0                                   | 20,6                                   | 20,3                                   | 19,3                                   | 17,8                                   | 16,8                                   | 15,9                                   | 15,6                                   | 15,8                                   | 16,2                                   | 17,4                                   | 18,7                                   | 17,9                                   |
| Абсолютни минимални температури (°C)       | 12,0                                   | 14,0                                   | 11,0                                   | 12,7                                   | 10,0                                   | 7,0                                    | 9,4                                    | 7,0                                    | 8,0                                    | 8,0                                    | 8,0                                    | 12,0                                   | 7,0                                    |
| Средни месечни валежи (mm)                 | 70,4                                   | 80,2                                   | 99,2                                   | 139,9                                  | 143,4                                  | 110,3                                  | 130,1                                  | 104,8                                  | 108,5                                  | 90,6                                   | 75,4                                   | 75,6                                   | 1228                                   |
| Средно количество слънчеви часове          | 291.4                                  | 245.8                                  | 238.7                                  | 195.0                                  | 176.7                                  | 155.0                                  | 151.9                                  | 173.6                                  | 183.0                                  | 220.1                                  | 219.0                                  | 263.5                                  | 2513.7                                 |
| ------------------------------------------ | -------------------------------------- | -------------------------------------- | -------------------------------------- | -------------------------------------- | -------------------------------------- | -------------------------------------- | -------------------------------------- | -------------------------------------- | -------------------------------------- | -------------------------------------- | -------------------------------------- | -------------------------------------- | -------------------------------------- |
| Източник: Dirección Meteorológica de Chile |                                        |                                        |                                        |                                        |                                        |                                        |                                        |                                        |                                        |                                        |                                        |                                        |                                        |

## Наименование
Името Великденски остров е дадено от първия записан европейски посетител на острова, холандският пътешественик и изследовател Якоб Рогевен на Великден, 5 април 1722 г. Той го нарича Paasch-Eyland (на холандски от 18 век това означава Великденски остров). На официалния испански език, името на острова Исла де Паскуа, също означава Великденски остров.
Сегашното полинезийско име на острова, Рапа Нуи („Голяма Рапа“), му е дадено след набезите за роби през ранните 1860-те, и се отнася за топографската прилика на острова с остров Рапа от островите Баса от групата на Австралските острови. Въпреки това, норвежкият етнограф Тур Хейердал твърди, че Рапа е оригиналното име на Великденския остров и че е наричан Рапа Ити от бежанци от там. Възгледите на Хейердал са, че двата острова са приблизително със същия размер, така че голям и малък не са физически, а исторически атрибути. В действителност обаче, Великденският остров е повече от четири пъти по-голям от Рапа Ити. Хейердал също така заявява, че има остров, наречен Рапа в езерото Титикака в Южна Америка, но няма карта, показваща остров с това име в езерото.
Името Te Пито оте енуа става оригиналното име на острова, след като Алфонс Пинар му дава романтичния превод „пъпа на света“ в своята книга „Пътешествие до Великденския остров“ (Voyage à l'Île de Pâques), публикуван през 1877 г. Уилям Чърчил (1912 г.) задава въпрос за фразата и получава отговор, че има три Te Пито оте енуа, тъй като това са три носа (краища на сушата) на острова.
Според Бартел (1974 г.), устната традиция на острова сочи, че първото име е Te pito o te kainga a Hau Maka (в превод „Малкото парче земя на Хау Мака“). Въпреки това, има две думи, които се произнасят „пито“ в Рапа нуи, едното значение е „край“, а другото „пъп“; фразата по този начин може да означава и „пъпът на света“. Това очевидно е действителното му значение: френският етнолог Алфонс Пинар дава действителния превод. Съществува и друго име, Mata ki te rangi, което означава „Очи, които гледат към небето“.

## История
Когато Якоб Рогевен пристига на острова, той заварва 2000 – 3000 души коренно население. По-късно посещения на Великденския остров правят и капитан Джеймс Кук, капитан Жан-Франсоа Лаперуз, както и моряци от първата руска околосветска експедиция (1803 – 1806 г.), ръководена от Иван Крузенщерн. През 1786 г. френският изследовател Жан-Франсоа Лаперуз посещава острова и прави цялостна карта.
На Великденския остров се намират т. нар. моаи – уникални каменни статуи, направени от пресована вулканична пепел. Те изобразяват човешки фигури и са с различни височини – от един до единадесет метра. Броят им е около 900. В каменна кариера на острова, в кратера на вулкана Рано Рараку, се намират много недовършени и съответно неизправени фигури, една от които е трябвало да бъде висока повече от 20 метра. Не е ясно кога точно, как и защо са били издигнати статуите, но видът на недовършените статуи говори за това, че производството им внезапно е било прекратено.
В кратера на най-големия вулкан на острова Рано Кау се намира Оронго – церемониално селище с 53 къщи от камъни без прозорци и врати, а само с един отвор за провиране. Казват, че като постоиш в някоя от тях 1 – 2 минути, очите ти започват да виждат в мрака, а изкачвайки се обратно нагоре, виждаш заровени моаи, като видимите от тях са около 395, а за броя на останалите се гадае.
Освен моаите друга загадка на острова е така наречения „Пъп на Света“. Казват, че това е най-кръглият камък, носещ тайните на всемира, събиращ най-важните енергийни линии на Земята. Следващата загадка са пещерите – те са под цялата повърхност на острова и човек може да броди из тях с месеци.
Предполага се, че Великденският остров е заселен между 3000 – 1200 г. от полинезийци. В периода на най-голям разцвет на културата на Рапа Нуи (16 – 17 в.) вероятно там живеят 10 000 – 15 000 души. Те са обособени в два различни народа – „дългоухи“ и „късоухи“. „Дългоухите“ са по-многочислени и облагодетелствани, докато „късоухите“ заемат подчинено положение. Смята се, че „късоухите“ правят въстание, вследствие на което „дългоухите“ са напълно избити. Постепенно, поради непрекъснатите войни и човешката дейност, която редуцира и без това ограничените ресурси, културата на Рапа Нуи запада, населението намалява и се отдава на канибализъм и робовладелчески отношения.
През втората половина на 19 век голяма част от жителите на острова са пленени и натоварени на кораби като роби, за да работят на плантации в Перу. Това води до временно ограничаване броя на населението на остров Рапа Нуи до само 111 души през 1877 г. През 50-те години на 20 век знаменитият норвежки пътешественик Тур Хайердал посещава острова. Той развива теорията, че Великденският остров е заселен от жители на Древно Перу. Тази теория е недоказана.
Сухият сезон на Рапа Нуи продължава от юни до октомври. Средната температура през януари е 25 °C, а през юли – 19 °C.
Начинът на живот на аборигенното население и крахът на съжителството между късоухите и дългоухите са художествено представени в игралния филм Рапа Нуи.

## Население
Към 2012 г. населението на острова е 5761 души (повишение от 3791 през 2002 г.). Около 60% от жителите са коренни рапануйци, 39% са чилийци с европейски или метиски корени, а 1% са коренни чилийски индианци. Гъстотата на населението към 2012 г. е 35 души на квадратен километър.
През 1982 г. населението на острова е 1936 души. Увеличаването му през последните години отчасти се дължи на пристигането на хора с европейски и американски произход от континенталните части на Чили. Повечето от тях се женят за местни рапануйци. Най-малкото записано население на острова е през 1877 г., когато са преброени едва 111 души.

### Език
Традиционният език на Великденския остров е рапануйският – източнополинезийски език, споделящ общи черти с хавайския и таитянския. Все пак, както и в останалите части на Чили, официалният език е испански. Смята се, че около 2700 коренни рапануйци на острова имат владеят в определена степен традиционния си език. Въпреки това, рапануйският език търпи упадък и испанският го измества, тъй като островът е под юрисдикцията на Чили и на него живеят голям брой чилийци, говорещи само испански. Поради тази причина, повечето рапануйски деца израстват, говорейки испански. Дори на фона на опитите за съживяване не езика, изглежда, че рапануйският все още е застрашен от изчезване език.
Коренните топонимия на Великденския остров са оцелели с малко испански изключения. Това контрастира с континентално Чили, където повечето от коренните наименования са заменени.

## Екология
Великденският остров се счита от еколозите за отделен екорегион – рапануйски субтропични широколистни гори. Първоначалните субтропични влажни широколистни гори вече са изчезнали, но палеоботаническите изследвания на вкаменелости от цветен прашец, дървесни отпечатъци в магмените потоци и отливки на корени в почвата сочат, че островът е бил залесен в миналото и е притежавал различни дървета, храсти, папрати и треви. Голям изчезнал вид палма, Paschalococos disperta, е било едно от преобладаващите дървета, за което свидетелстват множество вкаменелости. Дървото вероятно е достигало максималната си височина след 100 години растеж. Полинезийската мишка Rattus exulans, която е донесена от първоначалните заселници, играе роля в изчезването на рапануйската палма, макар само 10% от палмовите орехи да имат следи от миши зъби. Множеството останали палмови пънове сочи, че хората са изсекли горите на много места. Това от своя страна довежда до ерозия на острова. Ерозията на почвата е видна на някои места, а седиментни проби сочат, че почти половината първоначални растения са изчезнали, а сегашната островна растителност е драстично променена.
Изсичането на палмите за разчистване на място за селища довежда до изчезването на дърветата преди около 350 години. Дървото Sophora toromiro в миналото вирее на Великденския остров, но днес вече не съществува в дивата природа. Все пак, дървото се възвръща на острова в хода на научен проект, който частично се ръководи от Кралските ботанически градини Кю и Ботаническата градина в Гьотеборг. След като повечето дървета са изсечени, валежите драстично намаляват, поради намалената кондензация. Островът е използван за паша на хиляди овце в продължение на почти век и към началото на 20 век той е покрит с пасища. Преди заселването на острова, на него се намират обширни колонии на морски птици, сред които и 30 непрелетни птици. Такива колонии вече не съществуват на острова. Вкаменелостните доказателства показват наличието на шест вида земни птици, всичките от които са изчезнали. Океанската фауна все още не е достатъчно изследвана.
Имуносупресивното лекарство сиролимус е открито за пръв път в бактерията Streptomyces hygroscopicus в почва, взета от Великденския остров. Понякога лекарството се нарича рапамицин по името на Рапа Нуй.